# Odes (album)
Pour les articles homonymes, voir Ode (homonymie).
Albums d'Irène Papas
Songs Of Theodorakis
(1968) Rhapsodies
(1986)
Albums de Vangelis
China
(1979) Opéra sauvage
(1979)
Odes (Ωδές en grec) est un album studio des artistes grecs Irène Papas et Vangelis, sorti en 1979. La plupart des titres sont des traditionnels grecs.

## Historique
Irène Papas, principalement connue comme actrice, et Vangelis Papathanassiou avaient déjà collaboré sur l'album 666, pour le titre controversé ∞ du groupe de Vangelis et Demis Roussos, Aphrodite's Child, sorti en 1971,. Irène Papas et Vangelis se retrouveront en 1986 avec Rapsodies.
Le nom de Vangelis n'apparaîtra sur la pochette qu'en 2011 pour la réédition remastérisée supervisée par Vangelis.

## Contenu
Le titre Les 40 Braves décrit quarante jeunes hommes en route pour conquérir la ville de Tripolitsa pendant la guerre d'indépendance grecque. Au cours de leur voyage, ils rencontrent un vieil homme, leur demandant où ils vont et leur réponse est « conquérir la ville de Tripolitsa ».
Neranzoula est une description d'un petit mandarinier analogue à l'état de la Grèce pendant l'occupation ottomane.
La Danse du Feu est une petite trilogie. Dans la première partie, nous sommes introduits dans la danse folklorique grecque Πυρίχιος, les deuxième et troisième parties décrivent les paysages ruraux de la Grèce, vraisemblablement du point de vue d'un berger, la troisième partie présente la flûte grecque, similaire à l'ocarina, qui est généralement joué par les bergers, pendant que le troupeau paît.
Les Kolokotronei étaient l'une des familles grecques les plus importantes des mouvements de résistance et d'indépendance grecques. Les paroles décrivent la honte qu'ils ressentent de l'occupation turque de leur terre, dans la mesure où ils n'y ont jamais mis les pieds jusqu'à ce qu'elle soit libérée. Ils font tout à cheval, se battent, vont à l'église, font la fête, etc.
Le Fleuve parle de la beauté écrasante de Jannes, une célèbre rivière grecque de Messénie, Péloponnèse.
Les Racines est une version étendue du paysage de campagne grec susmentionné. Ici, Vangelis utilise un arrangement similaire qui, en même temps, a une forte ressemblance avec son ancienne composition We Were All Uprooted de son album Earth.
Lamento est chanté par une mère qui a perdu sa fille, décrite dans les paroles comme un petit bateau décoré pour le départ. La chanson conte la douleur de la mère à sa perte et le refus de sa fille de quitter le monde des vivants.
Menousis décrit les événements d'un personnage de conte folklorique (probablement un vrai individu) qui, dans son ivresse, tue sa femme à cause de sa supposée infidélité.

## Liste des titres
| No | Titre                                       | Compositeur  | Durée |
| -- | ------------------------------------------- | ------------ | ----- |
| 1. | Les 40 Braves (grec : Σαράντα Παλληκάρια)   | traditionnel | 5:15  |
| 2. | Neranzoula (Le Petit Oranger) (Νεραντζούλα) | traditionnel | 4:49  |
| 3. | La Danse Du Feu (Ο χορός της φωτιάς)        | Vangelis     | 6:03  |
| 4. | Les Kolokotronei (Οι Κολοκοτρωναίοι)        | traditionnel | 3:16  |
| 5. | Le Fleuve (Το Ποτάμι)                       | traditionnel | 6:45  |
| 6. | Racines (Οι ρίζες)                          | Vangelis     | 8:50  |
| 7. | Lamento (Μοιρολοϊ)                          | traditionnel | 8:29  |
| 8. | Menousis (Ο Μενούσης)                       | traditionnel | 6:37  |

## Crédits
- Vangelis Papathanassiou : compositeur, tous les instruments, arrangeur, producteur, conception de la pochette[4]
- Irène Papas : parolière et interprète
- Arianna Stassinopoulos : parolière
- Alwyn Clayden : artwork